# Montivipera xanthina
La vipera ottomana (Montivipera xanthina Gray, 1849) è un serpente velenoso della famiglia Viperidae, fino a pochi anni fa ascritto al genere Vipera.

## Descrizione
Ha l'aspetto tipico delle vipere. Il colore è di solito grigio con una fascia scura a zig zag sulla schiena. Esistono anche varietà melaniche uniformemente scure.
Normalmente non supera il metro ma può raggiungere i 130 cm di lunghezza. Le popolazioni delle isole greche sono quelle che raggiungono le dimensioni maggiori.

## Biologia

### Alimentazione
Osservazioni sulla nutrizione della vipera ottomana in natura sono molto rare, tuttavia in cattività mangiano piccoli mammiferi, roditori e piccoli uccelli, esemplari giovani mangiano anche insetti e piccole lucertole. Oltre ad essi in tarda primavera ed estate si cibano anche di uova di uccelli che si trovano su alberi bassi.
La vipera si ciba attaccando la vittima per primo con un morso per iniettargli il veleno e poi, dopo aver tenuto saldamente la preda tra le fauci mentre il veleno ha effetto, la divora.

### Riproduzione
Come per le informazioni sull'alimentazione della vipera, le informazioni sulla riproduzione provengono principalmente da individui in cattività.
Con l'inizio della stagione degli amori dopo il letargo invernale e la prima muta in primavera, i maschi iniziano l'individuazione del partner per 10-14 giorni combattendo fra di loro se si trova la stessa partner. I maschi per combattere sollevano la parte superiore del corpo andando in posizione verticale e spingono verso l'alto e verso l'avversario per farlo andare a terra. Dopo questi rituali e dopo aver scelto la partner avviene l'accoppiamento. A seconda del luogo la stagione degli amori può esserci da febbraio ad aprile e a volte può esserci una seconda stagione degli amori ad ottobre.
Dopo circa 3, 4 mesi e mezzo possono nascere dai 2 ai 24 cuccioli di vipera; dopo la nascita sono avvolti da una membrana amniotica che viene forata dopo pochi minuti. Le giovani vipere hanno una lunghezza che va dai 18 ai 24 cm e possono pesare dai 5,6 ai 9,8 g; la prima muta dura circa dai 10 ai 21 giorni dopo la nascita. Possono raggiungere la maturità sessuale anche a due anni, ma spesso il maschio la raggiunge a tre anni e la femmina a quattro.

### Veleno
Questa vipera è molto velenosa e il suo morso, se non trattato con l'apposito siero, ha un'alta percentuale di esiti mortali.

## Distribuzione e habitat
Questa specie è diffusa solo marginalmente in Europa, nell'estremo nord est della Grecia, nella Turchia europea e nelle isole greche di Simi, Kos, Kalimnos, Leros, Lipsos, Patmos, Samo, Chio e Lesbo mentre l'areale principale è nell'Anatolia turca.
Vive nella macchia mediterranea e nelle praterie montane fin oltre 2000 metri di altitudine. Si può incontrare anche nei pressi delle zone abitate, specie nei campi e negli oliveti.
Predilige gli ambienti umidi, rocciosi e con molta vegetazione.

## Conservazione
È in buono stato ed è stata classificata nel 2006 a rischio minimo secondo la lista rossa IUCN.
È specie protetta dalla Convenzione di Berna nell'Appendice II.